# Mirabello (Emilia–Romagna)
Mirabello (emilián nyelven Mirabèl) település Olaszországban, Emilia-Romagna régióban, Ferrara megyében. 

## Népesség
A település lakossága az elmúlt években az alábbi módon változott: